# De zoete leugen, of De mythe van de schoonheid
De zoete leugen, of De mythe van de schoonheid (oorspronkelijke titel The Beauty Myth: How Images of Beauty Are Used Against Women) is een boek van de hand van de Amerikaanse journalist en schrijver Naomi Wolf uit 1990. Wolf werd met de publicatie ervan een van de boegbeelden van de derde feministische golf.

## De hypothese van Wolf
Kern van het betoog door Wolf is dat vrouwen in toenemende mate beschikken over sociaal-economische mogelijkheden en maatschappelijke status, maar eveneens lijden onder een druk om aan onrealistische schoonheidsidealen te voldoen. Deze idealen, onder meer ontstaan vanuit en onderhouden door de commerciële massamedia, leiden tot ongezond gedrag door vrouwen, preoccupatie met het uiterlijk door beide seksen en het hindert de maatschappelijke acceptatie van vrouwen.
Wolf stelt in haar inleiding dat vrouwen in de afgelopen decennia vele sociale, economische en wettelijke hindernissen hebben overwonnen, maar tegelijkertijd gebukt gaan onder een beperkende, belastende en wrede beeldvorming van vrouwelijke schoonheid. Terwijl vrouwen in toenemende mate machtsposities konden innemen, namen eetstoornissen dramatisch toe en werd cosmetische chirurgie het snelstgroeiende medisch specialisme. Pornografie werd de belangrijkste categorie binnen de massamedia en 33.000 Amerikaanse vrouwen gaven in een onderzoek aan dat ze liever enkele kilo's wilden kwijt raken dan om het even welk ander doel in hun leven bereiken. Meer vrouwen dan ooit hebben meer macht en meer geld te besteden en hun rechten worden beter dan ooit gewaarborgd, maar in termen van zelfrespect, over het eigen lichaam, zijn ze mogelijk slechter af dan hun grootmoeders in de tijden vóór het feminisme.
Wolf betoogt bovendien dat het door de media geschapen schoonheidsideaal een soort geloof is, dat mannelijke dominantie in stand houdt. Weinig vrouwen kunnen van nature aan het ideaal voldoen, de rest zou gedoemd zijn zich ongelukkig te voelen en tegelijkertijd zich suf te kopen aan producten die schoonheid beloven.

## Ontvangst en kritiek
The Beauty Myth was al snel een bestseller en het riep zeer gemengde reacties op van het lezerspubliek en van de media. Vanuit feministische hoek kreeg Wolf hoofdzakelijk bijval voor haar boek en hypothese. Het boek werd geprezen door onder meer Germaine Greer, Fay Weldon en Betty Friedan. De Amerikaanse krant The New York Times noemde het een van de belangrijkste werken van de twintigste eeuw.
Verscheidene wetenschappers en anderen menen dat Wolf de cijfers over anorexia schromelijk overdrijft. De maatschappijcriticus Camille Paglia noemde Wolfs historische onderzoek en analyse 'gebrekkig'. 
In Opzij schreef Anja Meulenbelt dat het betoog van Wolf geenszins nieuw was, maar dat het slechts anders, of modieuzer, verpakt werd. Een journalist die daarover in 1994 in de NRC berichtte, schreef dat Meulenbelt 'de aantrekkelijke Wolf' ervan beschuldigt persoonlijk garen te spinnen bij de schoonheidsmythe.